# Дога Олег В'ячеславович
Оле́г В'ячесла́вович Дога (18 березня 1981 Веселинове, Миколаївська область, — 28 серпня 2014 Дебальцеве, Донецька область, Україна)  — військовик, стрілець, солдат резерву Батальйону імені Кульчицького.
Загинув у ході україно-російської війни, коли колона Нацгвардії на маршруті Дебальцеве — Вуглегірськ потрапила у ворожу засідку.

## Біографія
Дога Олег В'ячеславович народився 18 березня 1981 року на Миколаївщині. Родина згодом переїхала до села Гребля Переяслав-Хмельницького району Київської області. Закінчив школу в селі Гайшин. Працював в приватній охоронній фірмі. Брав активну участь у подіях Революції Гідності. В числі перших з Євромайдану пішов добровольцем — на початку квітня 2014-го. В липні 2014 року побував вдома у відпустці. Попри умовляння родини повернувся на фронт.
Загинув 28 серпня в районі міста Дебальцеве Донецької області. Колона підрозділів Національної гвардії та Збройних сил України, що рухалась на допомогу силам АТО за маршрутом Дебальцеве — Комісаровка, потрапила у засідку. Олег прикрив від вибуху собою побратима.
Родина Олега не дочекалася його, а 1 вересня 2014 року вся округа зібралася на обійсті батьків, і, Україна поховала ще одного свого героя.
|  | Син пішов на війну добровольцем на початку квітня прямо з Майдану. Як ми його не зупиняли, навіть на коліна ставали перед ним, аби не йшов, а він не послухав нас… Казав: “Хто, як не я захистить вас та мою донечку від російського агресора”. Кожного дня ми переписувалися з ним есемесками. Аби нас не засмучувати, про війну він не писав ані слова. Казав, що в нього все добре, а кожного вечора присилав повідомлення: “Спокійної ночі вам, папа й мама”. Я їх всі до одної зберігаю, і не знаю чи видалю колись з телефону. Останню ж есемеску від сина отримав за півтори години до його загибелі. Як і завжди, про погане в ній не йшлося, хоча він вже їхав визволяти своїх товаришів з полону. Я ж тоді йому написав, що ловлю рибу, і щоб він беріг себе. “Ось закінчиться війна, підемо на рибалку разом”, – таку відповідь я отримав від нього востаннє... |

Похований у селі Гребля Переяслав-Хмельницького району. Без Олега лишились названий батько Олександр Коваленко і мама Ганна Семенівна, дві сестри — Ольга й Марія, брат Олександр та донька Домініка 2007 р.н.

## Нагороди та вшанування
- Указом Президента України № 873/2014 від 14 листопада 2014 р., «за особисту мужність і героїзм, виявлені у захисті державного суверенітету та територіальної цілісності України, вірність військовій присязі», посмертно нагороджений орденом «За мужність» III ступеня[4].
- Його портрет розміщений на меморіалі «Стіна пам'яті полеглих за Україну» у Києві: секція 3, ряд 6, місце 14
- Вшановується 28 серпня на щоденному ранковому церемоніалі вшанування українських захисників, які загинули цього дня у різні роки внаслідок російської збройної агресії[5]
- в Гайшинському НВО «Загальноосвітня школа І-ІІ ступенів — ДНЗ» встановлено меморіальні дошки на честь Станіслава Зінчика та Олега Доги
- медаль «За жертовність і любов до України» (посмертно)
- медаль «За доблесну службу» (посмертно)
- Відзнака Президента України «За участь в антитерористичній операції» (посмертно)
- Почесний громадянин Переяслав-Хмельницького району (посмертно)